# Roveredo (Zwitserland)
Roveredo (Lombardisch: Rorè; Duits (verouderd): Rofle of Ruffle) is een gemeente in het Zwitserse bergdal Valle Mesolcina en behoort tot het kanton Graubünden.
Wat betreft inwonertal is Roveredo de grootste gemeente van het Valle Mesolcina. Hier zijn ook de meeste instellingen, scholen en bedrijven van de vallei gevestigd. Tot de gemeente behoort ook het bergdorp Laura (Monte Laura) dat via een elf kilometer lange slingerweg vanuit de hoofdplaats te bereiken is.
Roveredo ligt in midden van het dal en wordt doorsneden door de rivier de Moesa. De twee dorpsdelen zijn met elkaar verbonden door een brug. Nabij de brug staat het belangrijkste bouwwerk in Roveredo; de 17de-eeuwse kerk Santa Maria del Ponte.
Voor het toerisme is de Monte Laura, waarop ook het dorpje Laura ligt het belangrijkst. Dit dorp ligt zo'n 1000 meter hoger dan Roveredo en is vooral 's zomers een populaire vakantiebestemming voor bergwandelaars. Vanuit Lauara kunnen onder andere wandelingen gemaakt worden naar de Alpe Gesero en de San Joriopas. Deze laatste vormt de grens met de Italiaanse provincie Como.